# Harcourt Williams

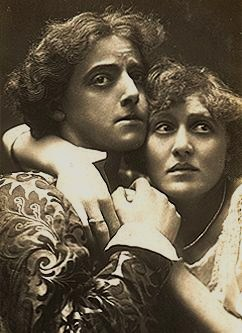
Harcourt Williams mit Margaret Halstan in Romeo und Julia (1905)

Ernest George Harcourt Williams (* 30. März 1880 in Croydon, England; † 13. Dezember 1957 in London, England) war ein britischer Schauspieler und Theaterregisseur.

## Leben
Harcourt Williams, Sohn eines Kaufmanns, schloss sich nach ersten Schauspielstunden im Alter von 17 Jahren der reisenden Theatertruppe von Frank Benson an. Er verblieb bei Benson über fünf Jahre und trat während dieses Zeitraums auch erstmals an Londoner Theaterbühnen auf. Schnell erarbeitete sich Williams einen guten Ruf und spielte unter anderem gemeinsam mit Ellen Terry, der damals führenden Shakespeare-Interpretin. Auch mit anderen britischen Theatergrößen ihrer Zeit wie H. B. Irving (auf einer Tournee durch die USA) und George Alexander arbeitete der junge Williams zusammen. Mit wichtigen Rollen in den historischen Theaterstücken Mary Stuart und Abraham Lincoln, beide von John Drinkwater verfasst, konnte er ebenfalls Erfolge verzeichnen.
Ab den 1920er-Jahren betätigte sich Williams zusehends als Theaterregisseur, 1929 wurde er schließlich von Lilian Baylis zum neuen Regisseur des renommierten Old Vic Theatre in London berufen. William setzte vor allem darauf, dass neben Shakespeare auch modernere Stücke – etwa von George Bernard Shaw – auf den Spielplan kamen. Er verpflichtete auch die späteren Theaterlegenden John Gielgud und Ralph Richardson an das Old Vic, wo diese in den folgenden Jahrzehnten maßgeblich wirkten sollten. Nachdem Williams dort rund fünfzig Stücke inszeniert hatte, übergab er die Regieleitung des Old Vic im Jahr 1934 in die Hände von Tyrone Guthrie.
In den folgenden Jahrzehnten blieb Williams ein vielbeschäftigter Schauspieler auf Londoner Bühnen, so übernahm er auch noch am Old Vic gelegentlich Gastrollen, wenngleich er es wegen seines zunehmenden Alters ruhiger angehen ließ. In späten Jahren entdeckte Williams auch den Film für sich, nachdem er diesen zuvor lange gemieden hatte: Mit 64 Jahren machte er sein Filmdebüt als geistig verwirrter König Karl VI. in Heinrich V. an der Seite von Laurence Olivier, der auch die Regie des Films übernahm. Anschließend verkörperte er unter anderem eine gewichtige Nebenrolle als korrupter Anwalt im britischen Thriller Brighton Rock (1947) neben Richard Attenborough und war im Hollywood-Film Ein Herz und eine Krone (1953) als Botschafter an der Seite von Audrey Hepburn und Gregory Peck zu sehen. Im noch jungen britischen Fernsehen war er ebenfalls einige Male tätig. 1956 übernahm Williams noch eine letzte kleine Gastrolle in der oscarprämierten Jules-Verne-Verfilmung In 80 Tagen um die Welt.
Harcourt Williams, der seit 1908 mit Jean Sterling MacKinlay verheiratet war, verstarb im Dezember 1957 im Alter von 77 Jahren in London.

## Filmografie (Auswahl)
- 1944: Heinrich V. (Henry V)
- 1947: Finstere Gassen – Brighton Rock (Brighton Rock)
- 1948: Hamlet (Hamlet)
- 1949: Unschuldig verurteilt (For Them That Trespass)
- 1949: Sklavin des Herzens (Under Capricorn)
- 1949: Die Tingeltangelgräfin (Trottie True)
- 1950: Frau im Netz (Cage of Gold)
- 1950: Die unbekannte Zeugin (Your Witness)
- 1951: Der wunderbare Flimmerkasten (The Magic Box)
- 1953: Ein Herz und eine Krone (Roman Holiday)
- 1955: Liebe, Tod und Teufel (Quentin Durwand)
- 1956: In 80 Tagen um die Welt (Around the World in Eighty Days)